# Divizma
Divizma (hrv. i prosanica, po sinonimu Celsia; lat. Verbascum), veliki biljni rod listopadnog i zimzelenog dvogodišnjeg raslinja, trajnica i grmova iz porodice Scrophulariaceae (strupnikovke).
U Hrvatskoj je poznato da raste blizu 20 vrsta, ali je ukupan broj divizma preko 460 , plus 256 hibrida. Divizme cvatu žutim, bijelim i ljubičastim cvjetovima. Prve godine samo listovi prave rozetu, dok iduće godine nikne i uspravna stabljika koja može narasti preko 2 metra. 
Neke od vrsta koje rastu u Hrvatskoj su poljska ili moljačka divizma (V. blattaria), velecvjetna divizma (V. densiflorum), vunenasta divizma (V. lanatum) i dr.

## Vrste
Vidi Popis vrsta roda Verbascum